# Corradino Mineo (matematico)
Corradino Mineo (Palermo, 26 luglio 1875 – Palermo, 15 marzo 1960) è stato un matematico e geodeta italiano.

## Biografia
Si laureò in matematica all'Università di Palermo nel 1900, allievo di Giovanni Battista Guccia. Nel 1902 divenne assistente alla cattedra di geodesia teoretica di cui era titolare Adolfo Venturi, fondatore del gabinetto di geodesia palermitano, con il quale, già dal 1899, Mineo collaborava in indagini sperimentali gravimetriche che durarono fino al 1910. Nel corso della sua carriera scientifica, tuttavia, si dedicò soprattutto a ricerche di geodesia teorica, anche se non mancarono altri lavori sperimentali.

### Insegnamento
Ottenuta la libera docenza nel 1910, Mineo succedette nell'insegnamento al Venturi dal 1914, divenendo ordinario nel 1922 e tenendo la cattedra fino al 1948.
Contemporaneamente, tenne anche una notevole varietà di corsi destinati a studenti delle facoltà tecniche e scientifiche: matematica per chimici e biologi (dal 1914 al 1921), topografia e geodesia per ingegneri (dal 1923 al 1925), analisi matematica per matematici (dal 1921 al 1923). Sempre rivolte ad allievi matematici furono le sue lezioni di meccanica superiore (1924-25 e dal 1929 al 1934), di fisica matematica (dal 1925 al 1929) e di matematiche complementari (dal 1931 al 1950). Nel 1948, lasciata la cattedra di geodesia, divenne titolare della cattedra di astronomia, da lui tenuta fino al 1951, anno in cui divenne professore emerito.

### Altri incarichi
Nel 1929 divenne direttore del Gabinetto palermitano di geodesia, fondato da Venturi.
Nel 1931 iniziò il primo mandato come direttore dell'Osservatorio astronomico di Palermo, durato fino al 1936. In quest'ultima veste si trovò a fronteggiare anni di grandi difficoltà dell'istituzione, che aveva già conosciuto, dopo la riforma del 1923, il declassamento a semplice gabinetto astronomico. Ebbe un secondo mandato dal 1938 al 1948, dopo la parentesi costituita dalla direzione di Francesco Zagar. Nel secondo mandato l'osservatorio fu afflitto da una serie di problemi, resi ancor più gravi dall'esplodere della seconda guerra mondiale.
Fu preside della facoltà di scienze e membro dell'Unione matematica italiana (UMI) e della Commissione geodetica italiana. Nel 1951 fu chiamato a presiedere il consiglio direttivo del giornale Le Matematiche di Catania e l'anno successivo divenne membro nel comitato di redazione dei Rendiconti del Circolo matematico di Palermo. Dal 1937 fu socio corrispondente dell'Accademia nazionale dei Lincei, venendo eletto socio nazionale nel 1953.

### Famiglia
Sposato con una nobildonna di Santa Teresa di Riva, ebbe due figli: Massimo, docente universitario di matematica e padre del giornalista Corradino Mineo, e Mario, deputato all'Assemblea regionale siciliana dal 1947 al 1951, eletto nel 1947 nella lista Blocco del Popolo (Fronte democratico popolare) nel collegio di Palermo.

## Riconoscimenti
- 1924: premio Michele Rajna per la geodesia, conferito dalla Società italiana per il progresso delle scienze (SIPS);
- 1937: socio corrispondente dell'Accademia dei Lincei;
- 1945-1949: vicepresidente della Società di scienze naturali ed economiche di Palermo
- 1945-1949: presidente della Accademia di scienze, lettere e arti di Palermo
- 1953: socio nazionale dell'Accademia dei Lincei.